# Joseph Dempsie
Joseph „Joe” Maxwell Dempsie (ur. 22 czerwca 1987 w Liverpoolu) – angielski aktor.
Popularność przyniosła mu rola Chrisa Milesa w Kumplach oraz postać Gendry’ego Baratheona w Grze o tron.

## Występy

### Telewizja
| Rok       | Tytuł               | Rola                   | Stacja    | Notka                                            |
| --------- | ------------------- | ---------------------- | --------- | ------------------------------------------------ |
| 2000      | Peak Practice       | Leon                   | ITV       | Sezon 10, odcinek 10, "Playing God"              |
| 2001      | Doctors             | Lee Lindsay            | BBC       | Sezon 3, odcinek 1, "Sins of the Brother"        |
| 2003      | Sweet Medicine      | Ben Campbell           | ITV       | Sezon 1, odcinek 2                               |
| 2004      | Doctors             | Danny                  | BBC       | Sezon 6, odcinek 132, "Rabbit in the Headlights" |
| 2005      | Born and Bred       | Humphrey 'Bogie' Locke | BBC One   | Sezon 4, odcinek 3, "Community Spirits"          |
| 2007–2008 | Kumple              | Chris Miles            | E4        | Sezon 1 i 2                                      |
| 2008      | Doktor Who          | Cline                  | BBC One   | Sezon 4, odcinek 6, "The Doctor's Daughter"      |
| 2008      | Przygody Merlina    | William                | BBC One   | Sezon 1, odcinek 10, "The Moment of Truth"       |
| 2010      | This Is England '86 | Higgy                  | Channel 4 | odcinek 1 i 3                                    |
| 2011      | Gra o Tron          | Gendry                 | HBO       | 17 odcinków (sezon 1,2,3,8)                      |

### Filmy
| Rok  | Film              | Rola            |
| ---- | ----------------- | --------------- |
| 2002 | Heartlands        | Craig           |
| 2003 | One for the Road  | TWOC            |
| 2009 | Spirited          | Dean            |
| 2009 | The Damned United | Duncan McKenzie |

### Radio
| Rok  | Tytuł            | Rola   | Stacja      |
| ---- | ---------------- | ------ | ----------- |
| 2010 | Once Upon A Time | Steven | BBC Radio 4 |

### Podkładanie głosu
| Rok  | Tytuł                       |
| ---- | --------------------------- |
| 2008 | Clearasil 'Lipstick' advert |